# Paizay-le-Tort
Paizay-le-Tort ist eine Commune déléguée in der französischen Gemeinde Melle mit 479 Einwohnern (Stand: 1. Januar 2022) im französischen Département Deux-Sèvres in der Region Nouvelle-Aquitaine (vor 2016 Poitou-Charentes). 
Die Gemeinde Paizay-le-Tort wurde am 1. Januar 2019 mit Melle, Mazières-sur-Béronne, Saint-Léger-de-la-Martinière und Saint-Martin-lès-Melle zur Commune nouvelle Melle zusammengeschlossen. Sie hat seither den Status einer Commune déléguée. Die Gemeinde Paizay-le-Tort gehörte zum Kanton Melle im Arrondissement Niort. 

## Geographie
Paizay-le-Tort liegt etwa 26 Kilometer ostsüdöstlich von Niort. Umgeben wurde die Gemeinde Paizay-le-Tort von den Nachbargemeinden Mazières-sur-Béronne im Norden und Westen, Saint-Génard im Norden und Nordosten, Tillou im Osten, Lusseray im Süden und Südosten sowie Brioux-sur-Boutonne im Süden und Südwesten.

## Bevölkerungsentwicklung
| Jahr                      | 1962 | 1968 | 1975 | 1982 | 1990 | 1999 | 2006 | 2013 |
| ------------------------- | ---- | ---- | ---- | ---- | ---- | ---- | ---- | ---- |
| Einwohner                 | 449  | 462  | 415  | 426  | 468  | 455  | 464  | 485  |
| Quelle: Cassini und INSEE |      |      |      |      |      |      |      |      |

## Persönlichkeiten
- Eugène Proust (1921–1989), Fußballspieler

## Sehenswürdigkeiten
- Prioratskirche Saint-Pierre-ès-Liens, Benediktinerpriorat
- Schloss Melzéard mit Donjon aus dem 15. Jahrhundert

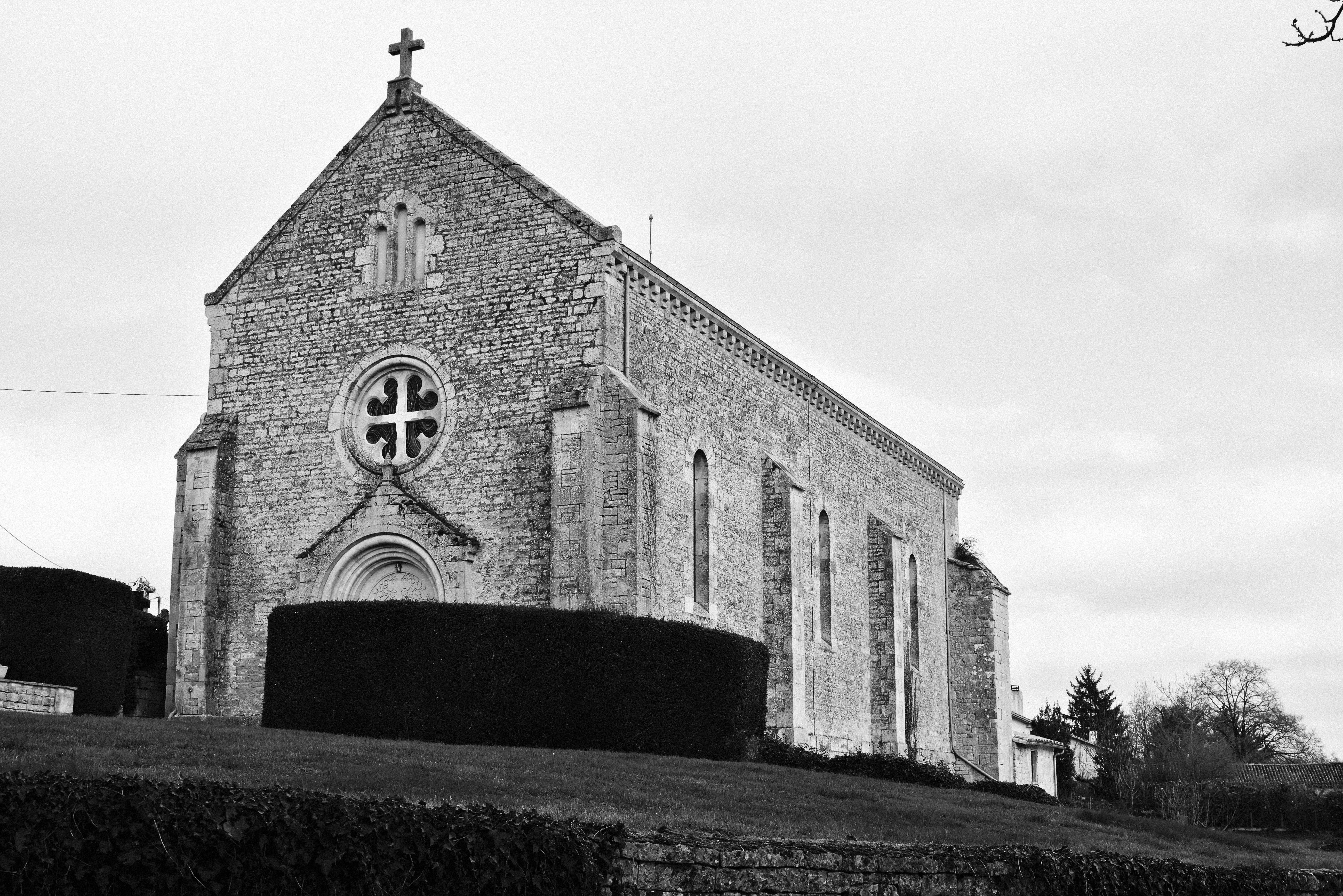
Prioratskirche Saint-Pierre-ès-Liens